# ダウ90000
ダウ90000（Daw90000、ダウきゅうまん）は、日本の8人組コントユニット、演劇ユニット。2020年旗揚げ。所属事務所はYOU GO sign（融合事務所系列）を経てKOHEN合同会社内のオフィスカニバブル。

## メンバー

### 現メンバー
- 蓮見 翔（はすみ しょう、1997年4月8日 - ）（28歳）
  - ダウ90000の主宰。脚本・演出を担当。
  - 東京都出身、東京都立井草高等学校、日本大学芸術学部映画学科映像表現・理論コース卒業[1]。愛称は「スミ」。
  - 影響を受けたのはさまぁ〜ず。
  - ピンで活動する際には「蓮見水族館」という芸名を使用している。
- 園田 祥太（そのだ しょうた、1998年3月2日 - ）（27歳）
  - 東京都出身、日本大学芸術学部映画学科映像表現・理論コース卒業。メンバーで唯一蓮見と大学の同期。前身となる「はりねずみのパジャマ」にも結成当初から在籍。蓮見に誘われたのは「断らなそう」だったからであり、それまで演技経験もゼロだった[2]。
  - グループ内ではいじられキャラであり[2]、後述するYouTubeラジオ『ダウ90000900000000』では「園田の地元」というコーナーが作られ、地元蒲田では千円札が二千円で売られていたり、ピザ窯で陶芸が行われていたりと、特殊な風習があるなどとネタにされている。この一方で同級であることもあり、蓮見に丁々発止でツッコめる人物でもある。
  - 蓮見曰く「僕が蕎麦屋を始めたなら、一生懸命蕎麦を打っているのが園田」[3]。
  - ピンで活動する際の芸名は、「ダークエレファント亅。
  - 2024年8月30日放送の「千原ジュニアの座王」に初出演し、藤崎マーケットの田崎やミサイルマンの岩部などの座王獲得者を破り、座王の座に輝いた。
- 飯原 僚也（いはら りょうや、1998年6月2日 - ）（27歳）
  - 徳島県出身、日本大学芸術学部映画学科演技コース卒業。
  - フルコンタクト空手経験者であり、全国大会で日本一になった[4]。
  - 中学校は卓球部のため、空手漬けの生活ではなかった。
  - 高校時代は演劇部だった。2年生の時は部員が1人だった。
  - 部屋がゴミ屋敷だったが『有吉ゼミ』（日本テレビ）にて見違えるように綺麗にしてもらった。
  - 2024年2月に、上原と2人で『第99回欽ちゃん&香取慎吾の全日本仮装大賞』に出場[5]。
- 道上 珠妃（みちがみ たまき、1998年10月2日 - ）（26歳）
  - タイ王国出身の帰国子女。日本大学芸術学部放送学科卒業。愛称は「たまちゃん」。
  - タイで生まれ、小学5年生で日本に帰国。しかし日本人学校に通っていたこと、帰国後は話す機会がなかったことなどから、タイの言葉は簡単な自己紹介程度しかできない[6]。
  - 器械体操経験者で身体能力が高く[6]、舞台でバク宙を披露することがある。
  - 根っからの陽キャで、学生時代は「（よく蓮見のネタの題材になる）『ウェイ！』みたいな大学生」だったという[6]。
  - セーラームーン・ボーカロイド・Vtuberが好き
- 上原 佑太（うえはら ゆうた、1998年10月6日 - ）（26歳）
  - 神奈川県出身、日本大学芸術学部映画学科演技コース卒業。
  - 嵐・『ラブライブ!』・浦和レッズのファンである。元サッカー少年[7]。自身ではマイペースかつこだわりが強い性格と分析している[7]。一方でダウ90000入りも流されるままに舞台に出たことがきっかけなど、流されやすい性格でもあり、「無個性」を立ち位置としている[7]。
  - アニメファンでもともとは声優志望だった[8]。声優学校に通っていたが中退している。1番会いたい人に声優の中村悠一を挙げている。
  - 『逃走中』（フジテレビ）の大ファンだった。
  - 2024年2月に、飯原と2人で『第99回欽ちゃん&香取慎吾の全日本仮装大賞』に出場[5]。
  - 真空ジェシカ・ガクや野澤輸出などの親交のある芸人からは「キモキモくん」と呼ばれている[9]。
- 忽那 文香（くつな あやか、1999年4月10日 - ）（26歳）
  - 兵庫県出身、日本大学芸術学部映画学科演技コース卒業。陸上部出身。
  - 出生地はアメリカ合衆国。ミドルネームは「Emily」。短い期間ではあるがはりねずみのパジャマ時代にemily名義で活動していた。
  - 高校時代から劇団ひまわりで演劇経験を積む[10]。コントでは女子の中で一人異なる位置を任されることが多い。
  - 尊敬する人物はココ・シャネルとAマッソの加納愛子。
- 中島 百依子（なかしま もえこ、1999年8月21日 - ）（25歳）
  - 福岡県出身、日本大学芸術学部映画学科演技コース卒業[11]。
  - 「猫の宝石」の一員として『キングオブコント2020』に出場するも一回戦敗退。
  - 前身のはりねずみのパジャマ時代は中島百百子名義で活動していた。同じクラスだった忽那と仲良くなりたかったことが加入のきっかけ[12]。
  - 漫画やアニメが大好きで「ダウ90000900000000」では漫画トークになると男子メンバーと一緒になって盛り上がる事が多々ある（他の女子メンバーは漫画・アニメに疎いためその時は大体静観している）。
- 吉原 怜那（よしはら れな、2001年2月22日 - ）（24歳）
  - 東京都出身、東京女子大学4年在学中[13]。
  - 種違いの兄がいる。愛称は「れなちょ」。
  - 小学3年生から中学2年生まで子役として活動[14]。子役時代にマクドナルドのハッピーセットのCMに出演していたことがある。ハロー!プロジェクトのつばきファクトリー所属の小野瑞歩とは子役時代、同じ事務所(当時の所属事務所は「NEWSエンターテインメント」[15])に所属していた親友であったが中学生以来、会うことはなかった[16]が、2023年8月放送のテレビ朝日系『週刊ダウ通信』で10年ぶりに再会を果たした[14]。スターダストプロモーションの超ときめき♡宣伝部所属の小泉遥香とも同じ事務所所属で共にレッスンをした仲であった[17]。
  - ダンスが得意。
  - 母親が帰国子女。
  - グループ内最年少で[18]、唯一日芸出身ではない。また唯一「はりねずみのパジャマ」に在籍歴がない[18]。
  - 学生お笑いサークル出身であり、東大落語研究会所属からスカウトを受けて加入した[13]。
  - 警備員（元ハチカイ）、田野とのコントユニット「Conva」のメンバーとしても活動[19]。
  - ピンで活動する際の芸名は「ウーマン吉原」。
  - 写真週刊誌『FRIDAY』2024年6月7日・14日合併号（講談社）ではグラビアに挑戦した。[20]
  - かなりのものまね（モノマネ芸人）フリークであり、中でも公式YouTube内で付き合いたいと公言するほどビューティーこくぶの大ファン。

### 以前所属していたメンバー
- 吉行翼
- 谷十二

## 略歴
2020年9月27日、演劇企画団体「はりねずみのパジャマ」（蓮見によると最大で60人前後が所属していた）を前身とし、作・演出の蓮見と日本大学芸術学部出身のメンバーを中心に旗揚げ。2021年9月に2人が脱退し8人体制となる。また、裏方の制作スタッフが3人ほどいる。
月1回程度のコントライブを行い、翌年1月末に第一回本公演となる『フローリングならでは』を上演。コロナ禍だったためキャパ50人の会場に20人程度の客しか入れることができなかったが、いとうせいこうが観劇し高く評価した。また、設定を間違えてこの公演を1年間配信していたところ、佐久間宣行が後日視聴したと語っている。2021年9月には第二回本公演『旅館じゃないんだからさ』を上演した。
2022年5月に、初めてとなる単独ライブ「10000」を開催して以降、定期的に演劇を主体とした本公演と、コントを主体とした単独ライブを開催している。
第四回演劇本公演『いちおう捨てるけどとっておく』 はチケット販売開始10分で即完売（200人キャパの会場で2週間公演）。
第二回演劇公演『旅館じゃないんだからさ』と第五回演劇公演『また点滅に戻るだけ』は、岸田國士戯曲賞最終候補に選出されている。
演劇サークルを母体としているが、前身「はりねずみのパジャマ」時代から団体内にコントグループを作って学生お笑いの大会「NOROSHI」や「大学芸会」に出場しており、学生芸人として扱われることもあった。2021年3月に「テアトロコント」に「演劇枠」として出演したのをきっかけに、お笑いの世界からも注目を浴びるようになる。
お笑いのコンテストにも参加しており、M-1グランプリ2021では5人組で出場（コロナ禍の開催で上限5名という規定があったため、一番奇妙に見える組み合わせを狙って蓮見と女子4名での参加）して、1回戦を2位通過、準々決勝まで進出。
ABCお笑いグランプリでは2022年から2024年まで3年連続で決勝に進出し、2024年は第3位。
2024年8月31日をもって契約満了に伴いYOU GO signを退所。翌9月1日より、新たにKOHEN合同会社を立ち上げ「オフィスカニバブル」所属として活動を行っていく。

## 作風
演劇やコントを演じるが、「演劇やお笑いの壁みたいなものは彼らには存在せず、軽やかに飛び越え続けている」と評される。肩書については敢えて「劇団」や「芸人」とは名乗らず「8人組」という言い方に留めており、その理由について、主宰の蓮見は2022年に受けたインタビューの中で以下のように述べている。

「劇団」とはっきり名乗ってしまうと、コントの受け取られ方がちょっと変わるじゃないですか。〔中略〕もし演劇かコント集団かどちらかに決めてしまうと、どっちかの仕事しか来ないのがいやだった。いろいろやるためには、今みたいに「8人組」とだけ言っておくのが一番いいかなって。
—釣木文恵「M-1グランプリで話題の“8人組”主宰が語る、諦めと強み「ずっと芸人になりたかった」」『bizSPA!フレッシュ』（インタビュー）、2022年2月7日。2022年9月29日閲覧。

コントの内容やネタによって出演する人数編成が変わるのが特徴。男女の「あるある」的な設定を絶妙な笑いに仕上げると評される。
ほぼすべてのネタで蓮見が脚本を作り、演出も行っている。本公演では客演を入れない。
男女8人組である上にメンバー全員の仲が良く、演劇やコントの内容も恋愛系が多いため、メンバー同士の交際関係を疑われることが多々ある。しかしラジオ番組にて「本当のカップルが恋愛のコントをしてるのは見てられない」とグループ内恋愛は禁止にしていると蓮見が断言している。

## ライブ・公演など

### 本公演
- ダウ90000第一回本公演『フローリングならでは』（2021年1月29日 - 31日、北池袋新生館シアター）
- テアトロコントspecial／ダウ90000第二回演劇公演『旅館じゃないんだからさ』（2021年9月24日 - 9月27日、ユーロライブ）[34] - 第66回岸田國士戯曲賞最終候補
- ダウ90000第三回本公演『ずっと正月』（2022年1月26日 - 2月6日、新宿シアタートップス）[35]
- ダウ90000第四回演劇公演『いちおう捨てるけどとっておく』（2022年10月5日 - 10月19日、新宿シアタートップス）[36]
- ダウ90000第五回演劇公演『また点滅に戻るだけ』（2023年5月17日 - 5月21日、本多劇場）[37] - 第68回岸田國士戯曲賞最終候補
- ダウ90000第六回演劇公演『旅館じゃないんだからさ』（2024年9月20日 - 9月29日、近鉄アート館）[38]
- ダウ90000第七回演劇公演『ロマンス』（2025年）[39]
  - 5月14日 - 18日、飛行船シアター
  - 6月27日 - 7月6日、近鉄アート館
  - 10月24日 - 26日、金沢21世紀美術館 シアター21
  - 11月7日 - 9日、西鉄ホール

### 主なライブ
- あの子の自転車
  - vol.1（2020年9月27日、北池袋 新生館シアター）
  - vol.2（2020年10月30日、阿佐ヶ谷アートスペースプロット）
  - vol.3（2020年11月28日、阿佐ヶ谷アートスペースプロット）
  - vol.4（2020年12月19日、阿佐ヶ谷アートスペースプロット）
  - Vol.5（2021年3月19日、阿佐ヶ谷アートスペースプロット）
  - Vol.6（2021年5月21日、しもきたドーン）
  - Vol.7（2021年6月30日、ユーロライブ）
  - Vol.8（2021年11月5日、ユーロライブ）
  - Vol.9（2022年8月9日、ユーロライブ）
  - Vol.10 (2023年3月23日、ユーロライブ)
  - Vol.11 (2024年12月15日、ヒューリックホール京都・12月21日、ユーロライブ)
- テアトロコント
  - テアトロコントvol.50（2021年3月26日・27日、ユーロライブ）
  - テアトロコントvol.52（2021年8月27日・28日、ユーロライブ）
  - テアトロコントvol.57（2022年7月29・30日、ユーロライブ）
  - テアトロコントvol.62（2023年7月29日、ユーロライブ）[40]
- THE VERY BEST OF LIVE11（2021年7月25日、北沢タウンホール）
- スラッシュパイル寄席（2021年9月30日、草月ホール）
- しぶロフ寄席〜キュレーターはダウ90000〜（2021年11月26日、LOFT9 Shibuya）
- 仁丹天丼丸三角（2021年12月26日、ヨシモト∞ホール）
- かが屋の新春ネタ初め一週間興行「寅」特別公演 かが屋×ダウ90000『タイガー』（2022年1月20日、下北沢駅前劇場）
- クラウンヒットパレード2022 （2022年2月13日、北沢タウンホール）
- 行列の先頭44 in LINE CUBE SHIBUYA（2022年5月18日、LINE CUBE SHIBUYA（渋谷公会堂）
- ダウ90000単独ライブ
  - 「10000」（2022年5月24日 - 29日、ユーロライブ）[41]
  - 「20000」（2023年11月7日 - 19日、下北沢ザ・スズナリ）[42]
  - 「30000」（2024年3月27日 - 4月7日、本多劇場）[43]
- 爆笑問題 with タイタンシネマライブ #78（2022年8月26日、時事通信ホール）
- 劇場版ダウ90000ドキュメンタリー『耳をかして』（2022年11月23日、北沢タウンホール）- トークゲスト：かが屋[44]
- +90000
  - ダウ90000 × Aマッソ（2022年12月15日、EXシアター六本木）- オーガナイザー：いとうせいこう[45]
  - ダウ90000 × チュートリアル（2024年2月19日・20日、EXシアター六本木）- オーガナイザー：いとうせいこう[46]
- ダウ90000の60分（2023年3月12日、道頓堀ZAZA）[47]
- 週刊ダウ通信presents ダウ90000 夏の八演会（2023年8月10日、コカ・コーラ SUMMER STATION LIVE アリーナ）[48]
- ダウ主総会
  - ダウ90000クリスマスパーティー 〜蓮見翔にギャフンと言わせる会〜 presented by週刊ダウ通信（第1部）/ダウ主総会 ～今年のダウはこんな感じでした～ presented by週刊ダウ通信（第2部）（2023年12月25日、NEW PIER HALL）[49]
  - ダウ主総会2025 presented byダウ★ツーマン（2025年4月3日、EX THEATER ROPPONGI）[50]
- ROCK or LIVE! -ロックお笑い部‐vol.3 Base Ball Bear × ダウ90000（2024年１月27日、GORILLA HALL OSAKA）[51]
- ダウ90000寄席『寄席0000（よせまん）』（2024年1月28日、座・高円寺2〈杉並区立杉並芸術会館〉）- 出演：人間横丁、レインマンズ、破壊ありがとう、ひつじねいり、ストレッチーズ、風穴あけるズ、坊屋[52]
- スカート Presents.『Town Feeling Vol.2』（2024年12月2日、246ライブハウスGABU）[53]

## 出演

### テレビ
- ネタパレ（2022年1月21日 - 、フジテレビ） - 不定期出演[54]
- ＋90000アラウンド（2022年12月27日、テレビ朝日）[55]
- 劇団90001（2023年3月21日、NHK総合） - 冠番組[56]
- バラバラ大作戦（テレビ朝日）
  - 週刊ダウ通信（2023年4月4日〈3日深夜〉 - 2024年3月26日〈25日深夜〉） - 冠番組[57]
  - ダウ★ツーマン（2024年4月2日〈1日深夜〉 - 2025年3月25日〈24日深夜〉） - 冠番組[58]
- 夜もオハ!よ〜いどん（2023年4月26日 - 、NHK Eテレ） - たまよちゃん 役（吉原） ※声及び操演[14][59]
- THE CONTE（2025年3月15日、フジテレビ）

### WEB番組
- 現場監督（2022年9月1日、Netflix）
- ダウってポン（2023年2月25日 - 3月25日、Paravi）[60]

### テレビドラマ
- 足りない世界で愛を描く。（ここにタイトルを入力）（2022年5月3日、フジテレビ）（中島）
- 脚本芸人 第1夜（2022年6月22日、フジテレビ）- 若手警備員 役（園田）
- ダウ90000 深夜1時の内風呂で（2022年9月28日、フジテレビ） - 主演
- 今日、ドイツ村は光らない（2022年10月8日 - 11月5日（全4話）、日本テレビ）[61]
- 警視庁アウトサイダー 第1話（2023年1月5日、テレビ朝日） - 最上賢太郎 役（上原）[62]
- 来世ではちゃんとします3 第2話・第7話（2023年1月12日・2月16日、テレビ東京） - たっくん 役（飯原）[63]
- #who am I（2023年3月8日 - 22日、フジテレビ） - 佐久間那由多 役（園田）[64]
- シガテラ（2023年4月8日 - 6月24日、テレビ東京） - アキコ 役（吉原）[65]
- こっち向いてよ向井くん 第2話（2023年7月19日、日本テレビ） - 田中さり 役（中島）[66]
- 筋トレサラリーマン 中山筋太郎（2023年9月29日、読売テレビ・日本テレビ） - 渡辺 役（忽那）、前田 役（中島）[67]
  - 筋トレサラリーマン 中山筋太郎 第2弾（2024年3月28日、読売テレビ・日本テレビ）[68]
  - 筋トレサラリーマン 中山筋太郎〜メリークリスマッスル編〜（2024年12月19日、読売テレビ・日本テレビ）[69]
- 心霊内科医 稲生知性２（2023年12月26日、フジテレビ）‐ 貴美子 役（道上）[70]
- ゴッドタン「ストイック暗記王」（2024年2月25日、テレビ東京） - 25歳時の野呂佳代 役（吉原）[71]
- スナック女子にハイボールを 第4話（2024年4月26日、中京テレビ） - イマドキ女子 役（吉原）[72]
- 夫の家庭を壊すまで（2024年7月8日 - 9月30日、テレビ東京） - 松崎和歌子 役（中島）[73]
- GO HOME〜警視庁身元不明人相談室〜 第6話（2024年8月24日、日本テレビ） - 酒井 役（上原）[74]
- ギークス〜警察署の変人たち〜 第8話（2024年8月29日、フジテレビ） - 笠原京子 役（道上）[75]
- それぞれの孤独のグルメ 第11話・第12話（2024年12月14日・21日、テレビ東京） - 金村直樹 役（飯原）、森下健一 役（上原）
- 風のふく島 第4話（2025年2月1日、テレビ東京） - 山田佳奈 役（吉原）[76]
- 大河ドラマ べらぼう〜蔦重栄華乃夢噺〜 第11回・第12回・第30回（2025年3月16日・23日・8月10日、NHK） - 白河藩松平家家臣 役（園田）[77]
- 介護スナック ベルサイユ（2025年3月22日・29日、東海テレビ・フジテレビ） - ルカ 役（吉原）[78]

### WEBドラマ
- 今日、ドイツ村は光らない（2022年10月5日 - 11月（全15話）、Hulu）
- オリジナルスピンオフドラマ 8人はテレビを見ない（2022年10月17日 - 12月12日、TVer） - 主演
- おっちゃんキッチン 第7話「保育士の愚痴」（2024年10月18日 - 、TVer） - 保育士 役（吉原）[79]

### ラジオ
- ダウ90000900000000（毎週金曜日、YouTube）
- 24時のハコ（2021年12月2日〈1日深夜〉 - 29日〈28日深夜〉、TBSラジオ） - 2021年12月度パーソナリティ[80]
- ダウ90000 その日のコント（2022年12月26日、TBSラジオ）[81]
- 違和感なふたり（2023年11月12日 - 、Artistspoken） - 吉原（カンニング竹山とダブルMC）[82][83]
- GURU GURU!（2024年10月1日 - 、J-WAVE）[84]

### CM
- 森永乳業 ビフィズス菌（園田、上原、忽那）
  - 「宣伝部腸」篇、「クラゲ」篇、「ビフィーちゃん」篇、「大腸大事」篇（2023年11月27日 - ）[85]
  - 「全部のヨーグルトに」篇、「ロマンチックな夜」篇、「応援団」篇（2024年5月20日 - ）[86]
- 森ビルラジオCM（2023年 ‐ ）
  - 「もしよかったら」篇（吉原、園田、中島）[87]
  - 「写真」篇（道上、中島、吉原、忽那、園田、上原、飯原）[88]
  - 「おいしいんだよ」篇（道上、飯原、吉原）[89]
  - 「しつこい男」篇（中島、飯原、忽那）[90]
  - 「初詣」篇（道上、忽那、園田）[91]
  - 「タクシー」篇（飯原、上原、道上）[92]
  - 「ライブ終わり」篇（道上、吉原、園田、上原、中島）[93]
  - 「どれがよかった？」篇（中島、忽那、上原、道上）[94]
- Vポイント（2024年 - ）
  - 「さよなら」篇（園田、中島）
  - 「おまたせ」篇（上原、吉原）
  - 「貯まる」篇（蓮見、上原）
  - 「使える」篇（中島、忽那、道上）
  - 「ぶいぶい、リピート？」篇（蓮見、飯原、吉原）
  - 「ぶいぶい、イメージ？」篇（蓮見、飯原、上原）
  - 「ぶいぶい、リアル？」篇（園田、飯原、道上、忽那）
  - 「ぶいぶいオリバー」篇（上原、忽那）
- Sansan（2025年 - ）[95][注 1]
  - Contract One「確認します」篇（蓮見、飯原、上原、道上、忽那） - 松重豊、野間口徹と共演
  - Bill One「会社員と、急な○○」シリーズ（蓮見、園田、吉原） - 松重と共演
  - Sansan2025「うっかりにやられた」篇（中島） - 松重、野間口と共演
- サントリー サントリー生ビール（YOASOBEER PROJECT）（2025年 - ）
  - 「UNDEAD」篇（蓮見、園田、上原）[96]

### 雑誌
- 芸人雑誌 volume2（2021年4月21日、太田出版）
- 芸人雑誌 volume3（2021年7月22日、太田出版） - POWER PUSH[97]
- サイゾー 2021年9月号（2021年8月18日、サイゾー） - P様の匣
- 週刊プレイボーイNo.43（2021年10月11日、集英社）
- 東洋経済ONLINE（2022年7月17日、WEBメディア）
- Quick Japan vol.162（2022年8月30日、太田出版）
- THE NEW ERA BOOK Fall&Winter2023（2023年10月26日、SHINKO MUSIC MOOK）
- FRIDAY（2024年5月24日、講談社） - 吉原のみ[20]

### ミュージックビデオ
- ichiyon「MOONCATCH」（吉原）[98]
- PEOPLE 1「GOLD」（道上）[99]
- 少年キッズボウイ「ダイムバッグ・ヒーロー」（道上、吉原）[100]

### 舞台
- ルール〜「十五少年漂流記」より〜（2024年5月16日 - 26日、よみうり大手町ホール / 6月1日 - 2日、COOL JAPAN PARK OSAKA TTホール） - ウィルコックス 役（飯原）[101]
- 梅棒 18th "RE"SHOW「シャッター・ガイ」（6月21日 - 7月7日、IMM THEATER / 7月12日 - 15日、梅田芸術劇場 シアター・ドラマシティ / 7月28日、東海市芸術劇場）（吉原）[102]
- 「ミステリーピューロランド -大鶴肥満 緋色のウェディング-」（2024年10月5日予定、サンリオピューロランド）（園田）[103]

## 書籍

### デジタル写真集
- FRIDAYデジタル写真集 SEXY90000!!1 - 3（5月24日、講談社、撮影:LUCKMAN）（吉原）[20]

## 賞レース等での成績

### M-1グランプリ
|        | ダウ90000    | ダウ90000 | 1000         | 1000 |
| ------ | ------------ | --------- | ------------ | ---- |
| 2021年 | 準々決勝進出 | 3994      | ―            | ―    |
| 2022年 | ―            | ―         | ―            | ―    |
| 2023年 | 準々決勝進出 | 3785      | 準々決勝進出 | 3652 |
| 2024年 | 3回戦進出    | 7741      | 3回戦進出    | 7706 |

### R-1グランプリ
- 2023年 R-1グランプリ2023
  - 2回戦進出 - 蓮見[105]、園田[105]、道上[106]、中島[106]、吉原[106]
  - 1回戦敗退 - 飯原[107]、上原[107]、忽那[107]
- 2024年 R-1グランプリ2024
  - 準々決勝進出 - 吉原[108]
  - 1回戦敗退 - 園田[109]

### キングオブコント
| 年度   | 結果         |
| ------ | ------------ |
| 2021年 | 1回戦敗退    |
| 2022年 | 準々決勝敗退 |
| 2023年 | 準決勝敗退   |
| 2024年 | 準決勝敗退   |
| 2025年 | 準々決勝敗退 |

### ABCお笑いグランプリ
- 2022年 第43回ABCお笑いグランプリ - 決勝進出[115]
- 2023年 第44回ABCお笑いグランプリ - 決勝進出[116]
- 2024年 第45回ABCお笑いグランプリ - 決勝3位[117]
- 2025年 第46回ABCお笑いグランプリ - 準決勝進出（3000[注 4]）[118]

### THE W
- 2023年 女芸人No.1決定戦 THE W - 準決勝進出[119]（忽那、吉原、中島、道上の4人組）

### その他の賞レース
- 2025年 ダブルインパクト〜漫才&コント 二刀流No.1決定戦〜（蓮見がメンバーと7つのコンビを組んで出場[120]）
  - 準決勝進出 - 4000[注 5][121]
  - 準々決勝進出 - 6000[注 6][122]
  - 1回戦敗退 - 1000[注 3]、2000[注 7]、3000[注 4]、5000[注 8]、7000[注 9][123]